# Polpette (film)
Polpette (Meatballs) è un film del 1979 diretto da Ivan Reitman.
È il primo film che vede come protagonista Bill Murray ed è noto per aver lanciato come regista Ivan Reitman, già produttore di diversi film come Animal House e futuro regista di successi come Ghostbusters - Acchiappafantasmi.
Il termine "Polpette" è utilizzato dai ragazzi del campo per definire i loro animatori.

## Trama
Il film narra le vicende del Campo "Stella del Nord" e dei suoi animatori guidati da Tripper Harrison alle prese con mille scherzi ai danni del direttore del campo Morty Melnick, dei ragazzi ospitati dal campo e dei giochi olimpici organizzati con gli avversari del campo Mohawk.

## Riprese
Il film è stato girato a Camp White Pine e in altre location vicine ad Haliburton, Ontario.

## Colonna sonora
La musica strumentale del film è stata scritta da Elmer Bernstein. Alcuni musicisti hanno contribuito alla colonna sonora tra cui Mary MacGregor e David Naughton.

### Singoli
- Makin' It (di David Naughton)
- Good Friend (di Mary MacGregor)

### Album
Meatballs RSO 1-3056 (Billboard numero 170, agosto 1979)
Lato A
1. Are You Ready for the Summer – North Star Camp Kids Chorus
2. Rudy and Tripper (strumentale)
3. Makin' It – David Naughton
4. Moondust – Terry Black
5. C.I.T. Song – Original Cast

Lato B
1. Good Friend – Mary MacGregor
2. Olympiad (strumentale)
3. Meatballs – Rick Dees
4. Rudy Wins the Race (strumentale)
5. Moondust (Reprise) – Terry Black
6. Are You Ready for the Summer (Reprise) – North Star Camp Kids Chorus

## Incassi
Costato 1.600.000 dollari, il film ha incassato ai botteghini la cifra complessiva di 43046003 $.

## Distribuzione
Nel 1981 il film è stato distribuito in VHS dalla Paramount Pictures. Il film è stato distribuito in DVD nel 1999 dalla HBO. Il 5 giugno 2007 la Sony Pictures Entertainment ha distribuito un'edizione speciale in DVD del film.

## Sequel
Sono stati realizzati tre sequel del film:
- Meatballs 2 (Meatballs Part II) (1984)
- Meatballs - Porcelloni in vacanza (Meatballs III: Summer Job) (1986)
- Meatballs 4 - Porcelloni alla riscossa (Meatballs 4) (1992)

Solo in Meatballs - Porcelloni in vacanza sono presenti personaggi del primo film della serie. Patrick Dempsey infatti interpreta Rudy Gerner al posto di Chris Makepeace, che lo interpretava nel film originale.